# Desudawa-Gletscher
Der Desudawa-Gletscher (bulgarisch ледник Десудава lednik Desudawa) ist ein 15,5 km langer und 5 km breiter Gletscher an der Nordenskjöld-Küste des Grahamlands auf der Antarktischen Halbinsel. Von den nordöstlichen Hängen des Gusla Peak, den nördlich benachbarten Hängen des Detroit-Plateaus, den südlichen Hängen des Ivats Peak und den westlichen Hängen des Mount Elliott fließt er in südlicher Richtung zur Mundraga Bay, die er unmittelbar östlich des Borjana-Gletschers erreicht. Die Eismassen im nördlichen Teil des Gletschers beherbergen in nord-südlicher Reihenfolge den Wedrare-, den Sgorigrad- und den Storgosia-Nunatak.
Britische Wissenschaftler kartierten ihn 1978. Die bulgarische Kommission für Antarktische Geographische Namen benannte ihn 2012 nach der aus thrakischen Stadt Desudawa im heutigen Südwesten Bulgariens.